# Peneus Mensa
La Peneus Mensa è una struttura geologica della superficie di Marte.